# Ярыновка (Сарненский район)
Ярыновка (укр. Яринівка) — село, входит в Ремчицкий сельский совет Сарненского района Ровненской области Украины.
Население по переписи 2001 года составляло 877 человек. В 2024 году в селе зарегистрировано 877 человек. Почтовый индекс — 34521. Телефонный код — 3655. Код КОАТУУ — 5625485805.

## Местный совет
34520, Ровненская обл., Сарненский р-н, с. Ремчицы, ул. Победы, 21.